# Different Class
Different Class è il quinto album della band britpop britannica dei Pulp, pubblicato nel 1995 dalla Island Records.

## Il disco
Pubblicato nel pieno della crescente diffusione del britpop, immortalò la band come elemento fondamentale di tale movimento. In particolare i due dei singoli dell'album, Common People (che raggiunse la posizione numero 2 nella classifica inglese) e Disco 2000 (che arrivò al settimo posto), portarono la band al successo. Una versione deluxe di Different Class, contenente un secondo disco con demo ed inediti, fu pubblicata nel settembre 2006.
L'album vinse il Mercury Prize nel 1996. Nel 1998 i lettori del magazine Q classificarono Different Class come il 37º miglior album della storia; un sondaggio ripetuto nel 2006 lo piazzò alla posizione numero 85. Nel 2000 lo stesso magazine lo mise alla posizione numero 46 della lista dei 100 Migliori Album Inglesi di Sempre. Infine nel 2004 fu votato 70º nella classifica dei migliori album di Channel 4.
L'ispirazione per il titolo venne a Jarvis Cocker a Smashing, un nightclub di Londra. Cocker aveva un amico che utilizzava l'espressione "Different Class" per descrivere qualcosa che appartenesse ad una classe a sé. A Cocker piacque il suo doppio significato, con le allusioni al sistema di classi sociali inglese, che era inoltre il tema di alcune delle canzoni dell'album. Un messaggio sul retro del booklet interno alla confezione riporta queste parole:
(Non vogliamo avere problemi, vogliamo soltanto avere il diritto di essere diversi. Questo è tutto.)

## Tracce
Tutti i brani sono scritti da Jarvis Cocker, Nick Banks, Steve Mackey, Russell Senior, Candida Doyle e Mark Webber, eccetto dove espressamente segnalato.
1. Mis-Shapes – 3:46
2. Pencil Skirt – 3:11 (Jimmy Webb, Nick Banks, Jarvis Cocker, Candida Doyle, Russell Senior, Steve Mackey)
3. Common People – 5:50 (Jarvis Cocker, Nick Banks, Steve Mackey, Russell Senior, Candida Doyle)
4. I Spy – 5:55
5. Disco 2000 – 4:33
6. Live Bed Show – 3:29 (Jimmy Webb, Nick Banks, Jarvis Cocker, Candida Doyle, Russell Senior, Steve Mackey)
7. Something Changed – 3:18
8. Sorted for E's & Wizz – 3:47
9. F.E.E.L.I.N.G.C.A.L.L.E.D.L.O.V.E – 6:01 (Jimmy Webb, Nick Banks, Jarvis Cocker, Candida Doyle, Russell Senior, Steve Mackey)
10. Underwear – 4:06 (Jarvis Cocker, Nick Banks, Steve Mackey, Russell Senior, Candida Doyle)
11. Monday Morning – 4:16
12. Bar Italia – 3:42 (Jimmy Webb, Nick Banks, Jarvis Cocker, Candida Doyle, Russell Senior, Steve Mackey)

Bonus Disc dell'edizione Deluxe del 2006
1. Common People (Live at Glastonbury 1995) – 7:38
2. Mile End – 4:30
3. PTA – 3:17
4. Ansaphone (Demo) – 4:09
5. Paula Demo – 3:37
6. Catcliffe Shakedown (Demo) – 6:43
7. We Can Dance Again (Demo) – 3:51
8. Don't Lose It (Demo) – 3:10
9. Whiskey in the Jar – 4:48
10. Disco 2000 (Nick Cave (Pub Rock Version) – 4:22
11. Common People (Vocoda Mix) – 6:18

## Formazione
- Jarvis Cocker - voce, chitarra, sintetizzatore, mellotron
- Candida Doyle - tastiera, Rhodes e Minimoog
- Russell Senior - chitarra, violino
- Mark Webber - chitarra
- Steve Mackey - basso
- Nick Banks - batteria